# Dimensione verticale di occlusione

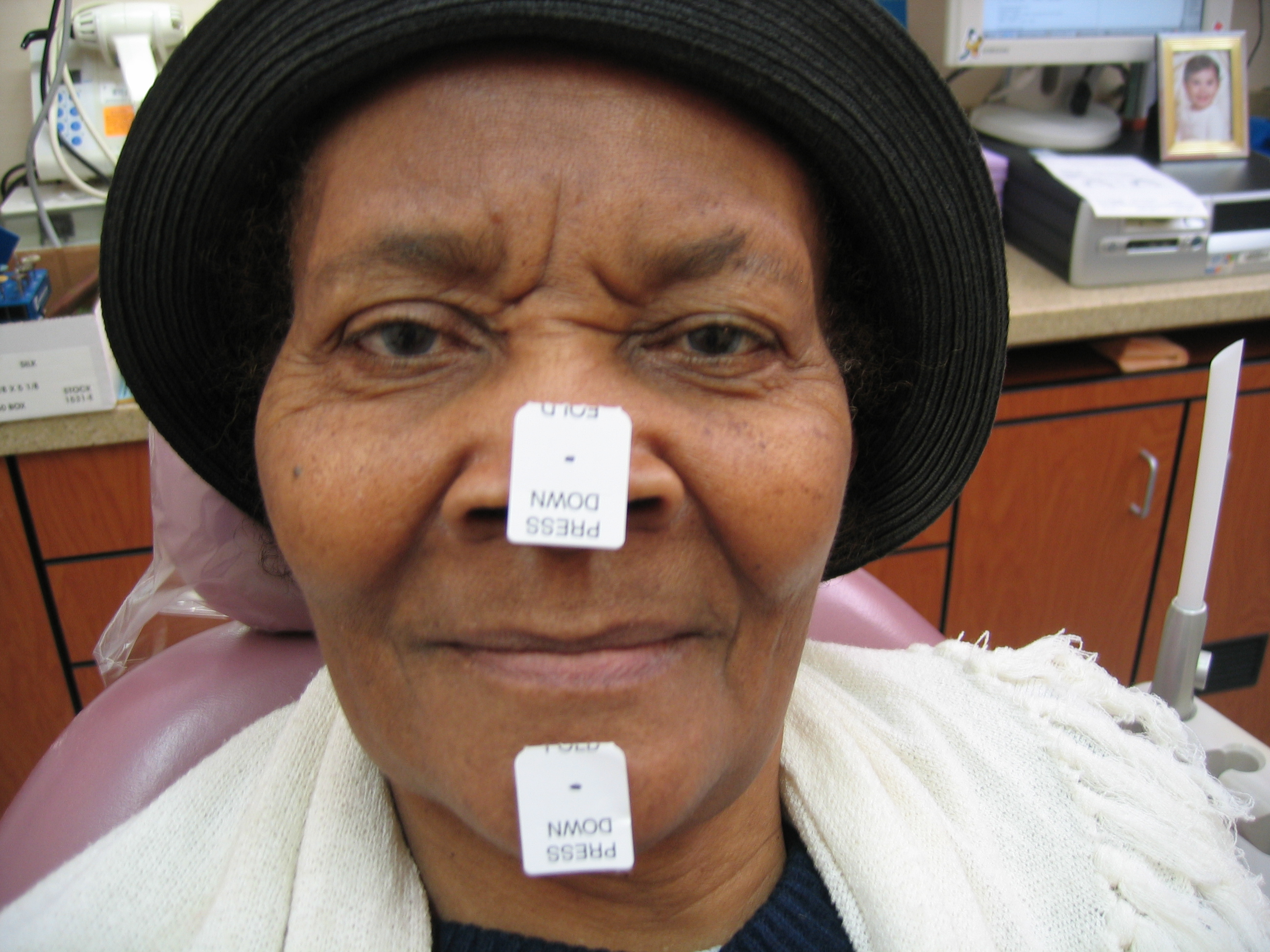
Paziente preparata per la misurazione della VDO.

La dimensione verticale di occlusione (abbr. OVD o VDO, dall'inglese occlusal vertical dimension o vertical dimension of occlusion), o dimensione verticale di occlusione, è definita come la distanza tra la mascella superiore e quella inferiore quando i denti sono a contatto nella massima intercuspidazione.
Normalmente, tra le due mascelle, c'è uno “spazio libero”, o distanza interocclusale, che dovrebbe essere mantenuto con l'attività muscolare posturale. La dimensione di questo spazio varia da persona a persona ed è influenzato da una serie di fattori tra cui la postura cranio-cervicale, l'usura dei denti, le abitudini parafunzionali come il bruxismo, lo stress, ecc. Se questo spazio è ridotto, si manifestano spesso i segni e i sintomi dei disturbi temporomandibolari.

## Usi clinici
L'aumento della dimensione verticale di occlusione è un intervento odontoiatrico praticato al fine di alleviare i sintomi dei disordini temporomandibolari, sebbene non vi sia un consenso generale sulla sua reale efficacia. Tra i dentisti c'è anche chi sostiene che aumentare la VDO oltre la posizione di riposo, come nella terapia con bite dentale, possa acuire i sintomi dei disturbi temporomandibolari, come per esempio l'iperattività dei muscoli masticatori. In effetti, ci sono prove che l'aumento della VDO possa provocare dolori muscolari e all'articolazione temporo-mandibolare, e compromettere la masticazione e la deglutizione.
Altri studi mettono in evidenza come, nei soggetti con dolori muscolari durante la masticazione, lo stretching mandibolare (e quindi l'aumento della VDO) determina una riduzione dell'attività elettromiografica nella regione del massetere. Inoltre, il rilassamento neuromuscolare è accompagnato da una riduzione del dolore nei soggetti con sindrome del dolore miofasciale. Altri effetti, come la riduzione dell'affaticamento muscolare e del carico sull'articolazione temporo-mandibolare, possono contribuire a spiegare gli effetti analgesici dello streching e del bite.
Un aspetto controverso della terapia con bite dentale riguarda lo spessore del dispositivo. Esistono molti tipi di bite con diverse indicazioni terapeutiche. Alcuni studi hanno dimostrato che l'utilizzo di un bite con altezza di circa 8 mm offre i migliori risultati in termini di rilassamento muscolare e sollievo dal dolore. Secondo altri studi, il range ottimale potrebbe essere molto più ampio, superando i 10 mm. Ad esempio, una ricerca ha mostrato che alcuni minuti di stretching alla massima apertura mandibolare inducono un notevole aumento della soglia dolorifica e sensoriale misurata a livello di mucosa gengivale.